# Вето ди Грасаро (Ређо Емилија)
Вето ди Грасаро је насеље у Италији у округу Ређо Емилија, региону Емилија-Ромања.
Према процени из 2011. у насељу је живело 7 становника. Насеље се налази на надморској висини од 463 м.